# Bruce McCandless
Bruce McCandless II (8. června 1937 Boston, Massachusetts – 21. prosince 2017 Los Angeles, Kalifornie) byl americký důstojník a kosmonaut z programů Skylab a letů s raketoplány STS.

## Život

### Mládí a výcvik
Po základní a střední škole absolvoval akademii amerického vojenského námořnictva (United States Naval Academy) a pak pokračoval ve studiu na Stanfordově univerzitě, kterou ukončil v roce 1965 s titulem inženýra elektrotechniky. Byl vybrán do páté skupiny amerických kosmonautů NASA v roce 1966. Po výcviku byl jmenován do záložní posádky Skylabu 2 a pak se zaškolil k letům na raketoplánech. Vzdělání si ještě dokončil na University of Houston–Clear Lake. Byl ženatý a měl dvě děti.

### Lety do vesmíru
Trvalo to 18 let od vstupu do NASA, než odstartoval poprvé do vesmíru. Bylo to v únoru 1984 na palubě raketoplánu Challenger při osmidenní misi STS-41-B, desátém letu raketoplánu vůbec. Osádku raketoplánu tvořili: Vance Brand, Robert Gibson, Bruce McCandless, Ronald McNair a Robert Stewart. Během letu byly uvedeny na oběžnou dráhu družice Westar 6, Palapa B2, ty však nezačaly fungovat. Start i přistání byly na Floridě na Kennedyho vesmírném středisku. McCandless použil při této misi poprvé manévrovací jednotku MMU (Manned Maneuvering Unit), na které se posléze vzdálil od raketoplánu a letěl volně vesmírem.

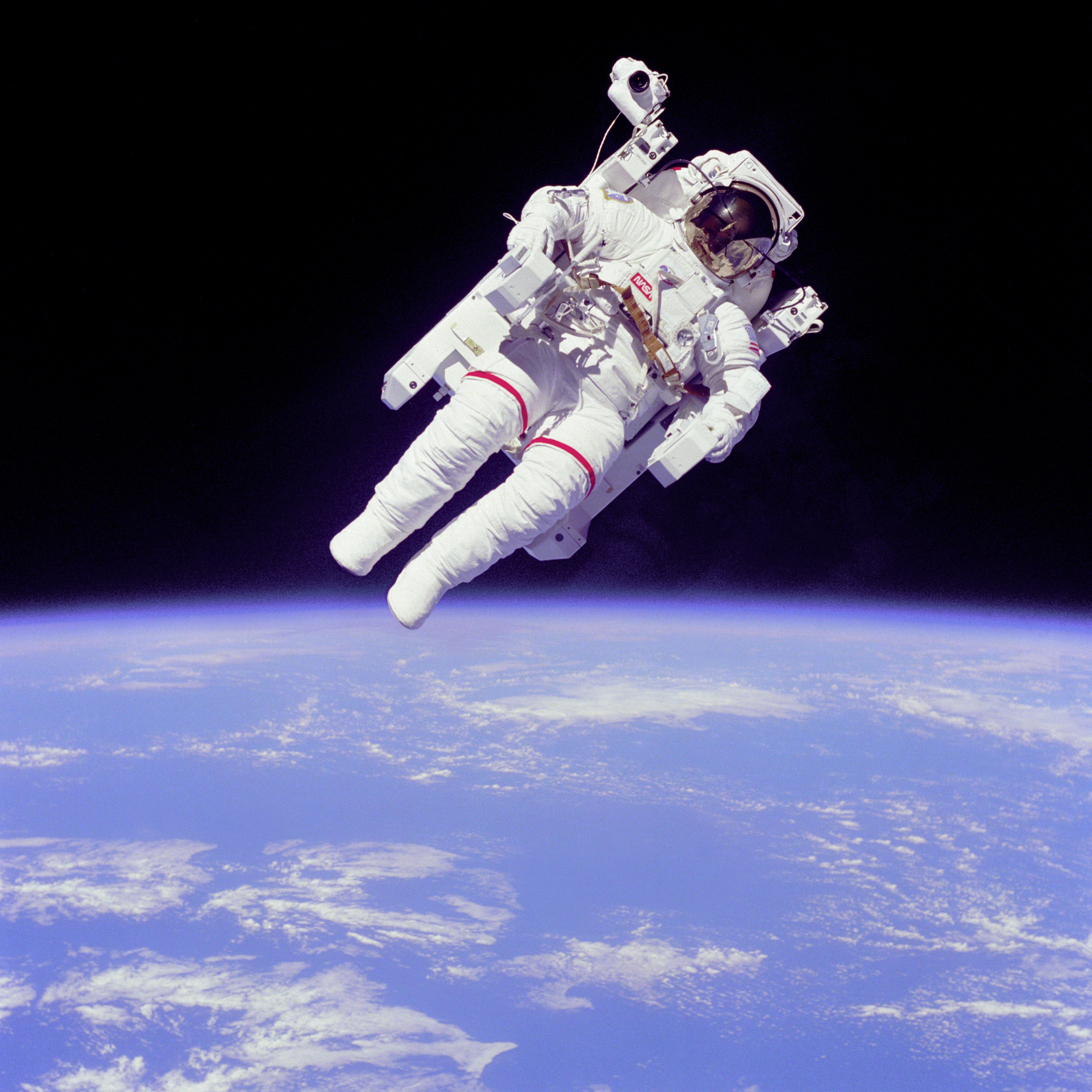
Známá fotografie McCandlesse s MMU z února 1984. Jedna z fotek zachycujících volný výstup do vesmíru se také objevila na obalu alba Safe Trip Home zpěvačky Dido

Podruhé čekal dalších 6 let. Letěl v raketoplánu Discovery na jaře 1990, během pětidenního letu vypustili Hubbleův kosmický dalekohled (angl. Hubble Space Telescope – HST). Posádka: Loren Shriver, Charles Bolden, McCandless, Steven Hawley a Kathryn Sullivanová. Startovali na Floridě, přistáli na základně Edwards v Kalifornii.
Během dvou svých letů strávil ve vesmíru 13 dní a je zapsán jako 133. kosmonaut Země.
- STS-41-B Challenger (3. února 1984 – 11. února 1984)
- STS-31 Discovery (24. dubna 1990 – 29. dubna 1990)

### Po skončení letů
Půl roku po letu ve svých 53 letech z NASA odešel. V roce 1993 byl zaměstnán u firmy Martin Marietta Astronautics Co. v Denveru. 
Zemřel v Los Angeles 21. prosince 2017 ve věku osmdesáti let.